# انقسام مريخي ثنائي

الميزة الأكثر وضوحًا للمريخ هي التباين الحاد، المعروف باسم الانقسام المريخي الثنائي

الميزة الأكثر وضوحًا للمريخ هي التباين الحاد، المعروف باسم الانقسام المريخي الثنائي، بين نصفي الكرة الجنوبي والشمالي. تختلف جغرافيا نصفي الكرة المريخية في الارتفاع بمقدار يتراوح بين كيلومتر واحد وثلاث كيلومترات. يبلغ متوسط سمك قشرة المريخ 45 كيلومتر، ويبلغ سمكها 32 كيلومتر في منطقة السهول الشمالية، و58 كيلومتر في المرتفعات الجنوبية.
الحدود بين المنطقتين معقدة للغاية في بعض الأماكن. يُطلق على نوع مميز من الطبوغرافيا اسم التضاريس المتآكلة. يحتوي هذا النوع على هضبات مستوية وعقد أرضية ووديان ذات أرضية مسطحة وجدران يبلغ ارتفاعها ميل واحد تقريبًا. هناك مآزر حطام فصية، والتي ثبت أنها أنهار جليدية صخرية، حول العديد من الهضبات المستوية والعقد.
تمر العديد من الوديان الكبيرة التي شكلتها الحمم البركانية، التي اندلعت من براكين المريخ، عبر الانقسام الثنائي.
تشمل حدود الانقسام المريخ الثنائي مناطق تُسمى ديوتيرونيلوس مينساي وبروتونيلوس مينساي ونيلوسورتاس مينساي. دُرست المناطق الثلاث على نطاق واسع لأنها تحتوي على تضاريس يُعتقد أنها نتجت عن حركة الجليد أو الخطوط الساحلية القديمة التي يُعتقد أنها تشكلت من التآكل البركاني.
تشكل الأراضي المنخفضة الشمالية نحو ثلث سطح المريخ وهي مسطحة نسبيًا، وتحتوي على عدد من من الفوهات النيزكية مماثل لعددها في نصف الكرة الجنوبي. تشكل مرتفعات نصف الكرة الجنوبي الثلثان الآخران من سطح المريخ. يُعتبر الفرق في الارتفاع بين نصفي الكرة المريخية كبيرًا. اقتُرحت ثلاث فرضيات رئيسية لأصل الانقسام القشري: أصل داخلي (عن طريق العمليات في طبقة الوشاح)، أو بعفل تصادم نيزكي واحد، أو تصادمات متعددة. تتضمن كلتا الفرضيتين المرتبطتين بالتصادمات النيزكية عمليات كان من الممكن أن تحدث قبل نهاية فترة التساقطات النيزكية البدائية، ما يعني أن أصول الانقسام القشري تعود لوقت مبكر من تاريخ المريخ.

## الجغرافيا

### فريضة التصادم الواحد
قد يؤدي تصادم نيزكي واحد ضخم إلى انخفاض دائري كبير جدًا في القشرة. أُطلِق على المنخفض المقترح اسم حوض بورياليس. مع ذلك، وفقًا لمعظم تقديرات شكل الأراضي المنخفضة فإن شكلها ينحرف بشكل كبير عن الشكل الدائري في بعض الأماكن. يمكن أن تؤدي عمليات إضافية لتلك الانحرافات غير الدائرية. بالإضافة إلى ذلك، إذا كان حوض بورياليس المقترح قد نتج عن اصطدام نيزكي، فسيكون أكبر فوهة نيزكية معروفة في النظام الشمسي. قد تكون هذه الفوهة ناتجة عن تصادم جرم بالمريخ في فترة تنامي النظام الشمسي.
من المتوقع أن هذا التصادم الهائل ولّد حرارة كافية لتشكيل براكين وأنتج طبقة من المقذوفات يمكن العثور عليها في المناطق المحيطة بالانخفاض. مع ذلك، إذا حدث التصادم قبل نحو 4.5 مليار سنة، قد تكون التعرية السبب وراء اختفاء طبقة المقذوفات ولكن هذا لا يفسر عدم وجود البراكين. بالإضافة إلى ذلك، قد يكون التصادم الهائل نثر جزءًا كبيرًا من الحطام في الفضاء الخارجي وعبر نصف الكرة الجنوبي. ستوفر الأدلة الجيولوجية على الحطام دعمًا مقنعًا جدًا لهذه الفرضية. قدمت دراسة من عام 2008 بحثًا إضافيًا حول نظرية الاصطدام الهائل الواحد في نصف الكرة الشمالي. في الماضي، تأثرت حدود التصادم بهضبة ثارسيس البركانية. دفن ارتفاع ثارسيس البركاني جزءًا من حدود الانقسام الثنائي المقترحة تحت 30 كيلومتر من البازلت. تمكن الباحثون في معهد ماساتشوستس للتكنولوجيا ومختبر الدفع النفاث في معهد كاليفورنيا للتكنولوجيا من استخدام جاذبية وتضاريس المريخ لتحديد موقع الانقسام الثنائي تحت ارتفاع ثارسيس، وبالتالي إنشاء نموذج إهليلجي لحدود الانقسام. ساهم الشكل الإهليجي لحوض بورياليس في دعم فرضية الاصطدام الواحد الشمالي باعتبارها إصدارًا ثانٍ للنظرية الأصلية التي نُشرت عام 1984.
مع ذلك، قوبلت هذه الفرضية بفرضية جديدة تشمل اصطدام جرم بحجم القمر بالقطب الجنوبي ما أدى إلى انصهار نصف الكرة الجنوبي، وتحفيز الحقل المغناطيسي للكوكب، وتشكيل الانقسام الثنائي بعد برود محيط الصهارة. دُعمت هذه الفرضية باكتشاف اثني عشر محاذاة بركانية.